# Antoni Nguyễn Hữu Quỳnh
Św. Antoni Nguyễn Hữu Quỳnh (wiet. Antôn Nguyễn Hữu Quỳnh) (ur. ok. 1768 r. w Mỹ Hương, prowincja Quảng Bình w Wietnamie – zm. 10 lipca 1840 r. w Ðồng Hới, prowincja Quảng Bình w Wietnamie) – męczennik, święty Kościoła katolickiego.
Rodzicami Antoniego Nguyễn Hữu Quỳnh byli Antoni Nguyễn Hữu Hiệp i Magdalena Lộc. Już jako nastolatek chciał zostać księdzem. Jednak dwaj jego bracia również mieli takie pragnienie, w związku z czym rodzice kazali zostać mu w domu, żeby podtrzymać ciągłość rodu. Antoni Nguyễn Hữu Quỳnh przez pewien czas służył we wojsku. Później zaczął uczyć się medycyny i stał się znanym w okolicy lekarzem. Biednych leczył często za darmo, a nawet sam dawał im pieniądze. Na prośbę biskupa Labartette uczył również religii. Został aresztowany podczas prześladowań w 1838 r. Stracono go przez uduszenie 10 lipca 1840 r.
Dzień wspomnienia: 24 listopada w grupie 117 męczenników wietnamskich.
Beatyfikowany 27 maja 1900 r. przez Leona XIII. Kanonizowany przez Jana Pawła II 19 czerwca 1988 r. w grupie 117 męczenników wietnamskich.